# Мубашшир Ахмад
Мубашшир Ахмад (настоящее имя Турсунов Алишер Ахмадович; род. 1 января 1974) — узбекский исламский богослов, редактор и издатель. Основатель Фонд Эзан народов Центральной Азии, информационно-аналитического портала Azon.uz и его преемника Azon Global. Автор и переводчик ряда книг по исламскому богословию и юриспруденции. В 2025 году столкнулся с юридическими проблемами в Узбекистане, включая объявление в розыск и депортацию из Турции.

## Биография и образование
Мубашшир Ахмад родился 1 января 1974 года в Намангане, Наманганской области Узбекская ССР. Его отец, Ахмад Мухаммад Турсун, был писателем и журналистом, известным своими религиозно-просветительскими работами. С 1991 по 1996 год Ахмад обучался в Ташкентском исламском институте, а затем в Университете Аль-Азхар в Египте. В период с 2002 по 2015 год он учился у шейха Мухаммада Садыка Мухаммада Юсуфа, получив несколько религиозных сертификатов.

## Карьера
С 1996 по 2014 год Ахмад преподавал ханафитский фикх, Усуль аль-фикх, наследственное право и накшбандийский суфизм в Ташкентском исламском институте. Он работал редактором и автором в изданиях Управление мусульман Узбекистана, включая журнал «Хидаят» и газету «Ислам Нури». В апреле 2018 года был уволен с должности заместителя директора секретариата управления.
Ахмад основал ряд медийных и издательских проектов, включая издательства «Фикрат» и «Какнус Медиа», портал Azon.uz (2017), онлайн-радио «Azon FM» и телеканал «Azon TV» (2019). К 2023 году «Azon TV» вошёл в тройку лидеров по количеству подписчиков на YouTube в Узбекистане, согласно анализу Общенациональное движение «Юксалиш». Он также основал туристическое агентство «Azon Travel», книжный магазин «Azon Books», кафе «Moida by Azon» и Международную академию исламских наук «Мезана» в Стамбуле, Турция.

### Azon.uz и юридические проблемы
Портал Azon.uz, запущенный в сентябре 2017 года, был ведущим узбекским СМИ, освещающим религиозные и просветительские темы, с ежемесячной аудиторией 400–500 тысяч посетителей. В 2021 году Ахмад сообщил о давлении со стороны Комитет по делам религий Узбекистана, что осудил медиа-адвокат Камиль Алламджонов. Комитет отрицал факт указаний об удалении статей. В июне 2021 года Ахмад и сотрудники Azon.uz были оштрафованы за публикацию религиозных материалов, которые, по мнению суда, могли навредить внешним отношениям Узбекистана. Портал прекратил работу в августе 2023 года, а в ноябре Ахмад запустил Azon Global.

### Арест и депортация
28 декабря 2023 года Ахмад был задержан в Стамбуле, Турция, по подозрению в «угрозе общественной безопасности» и помещён в депортационный центр Бинкылыч в районе Чаталджа. 21 февраля 2024 года он был освобождён. В феврале 2025 года Министерство внутренних дел Узбекистана объявило его в розыск по статье 244-3 Уголовного кодекса Узбекистана за незаконное распространение религиозных материалов, уточнив, что ранее указанная статья об экстремизме была ошибочной. 8 мая 2025 года он был вновь арестован в Турции и 10 мая депортирован в Узбекистан, где был заключён под стражу.

## Публикации
Ахмад является автором и переводчиком работ по исламскому богословию и юриспруденции, включая:
- «Исламская цивилизация» (2022) — история достижений исламских учёных.[19]
- «Учёный, вселенная и человек» (2021) — сборник размышлений учёных.
- Перевод «Ихья улюм ад-дин» Аль-Газали (8 томов, 2022).
- Руководил переводом «Большой энциклопедии фикха».[19]